# 肛門塞

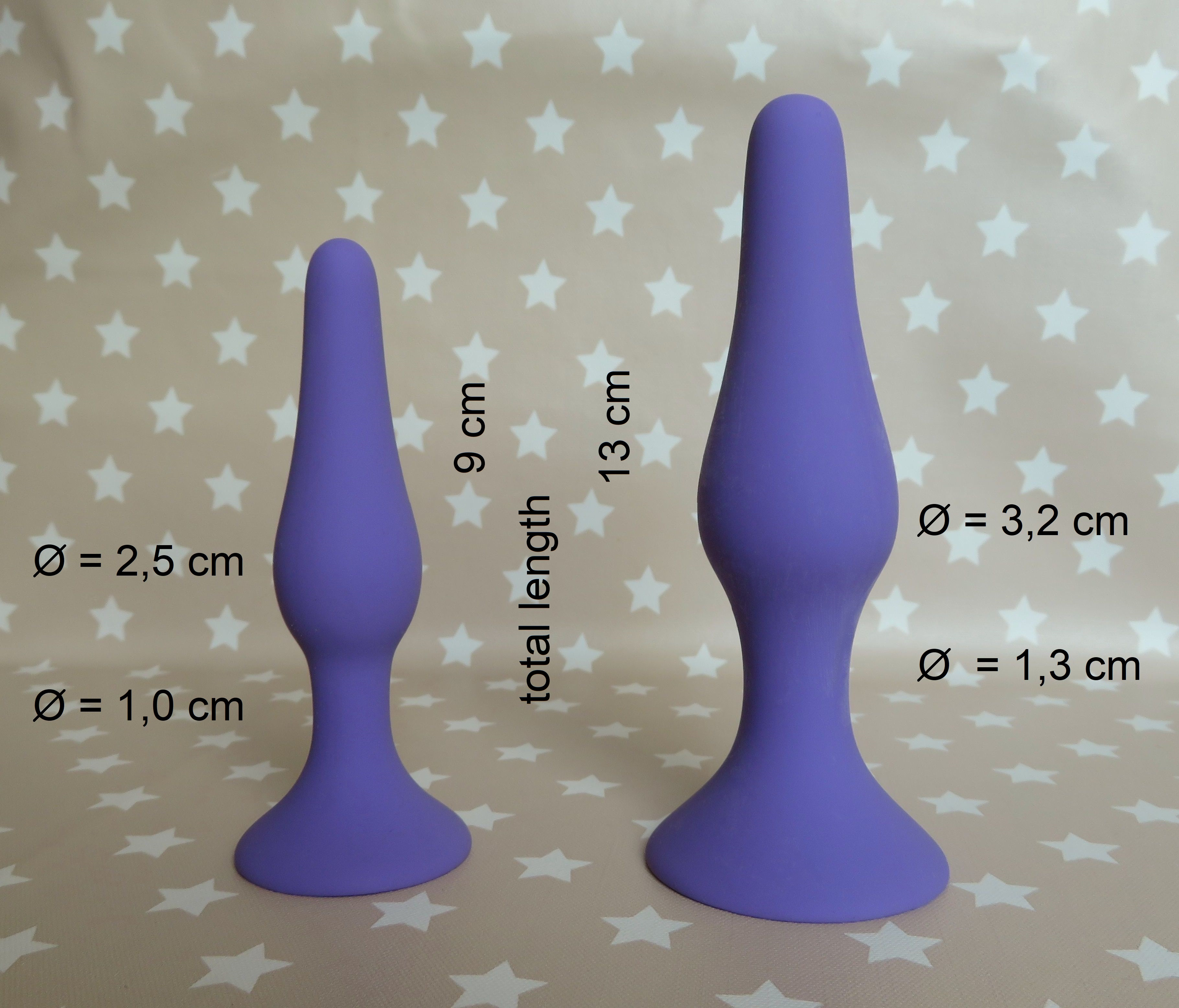
兩個肛門塞

肛門塞是一種性玩具，被設計為可插入直腸造成性快感，其外型類似於一個假陰莖，而且必須有一個較大的底座，以防止其掉入直腸裡。

## 历史
肛塞最初为医疗用途而设计，后来以“杨博士的完美直肠扩张器”等称谓被推广至市场。

## 基础知识
直肠通向乙状结肠，和封闭于宫颈的阴道有所不同。 因此，在直肠内插入的物体可能会向上进入肠内，肛塞上的底座就是为了防止此类情况而存在。有的假阳具没有底座而可能卡在肠内，因此不建议把这种假阳具插入肛门。肠内如果有异物进入，且情況嚴重就有可能需要通过医疗手段取出。 
此外，直肠上方的肠道下部很容易穿孔。因此，肛塞往往比假阳具更短，并且往往用周长而非长度来标记其尺寸。肛塞还必须非常光滑，以免损伤肠道。肛塞通常有便于进入直肠的圆滑锥形轮廓、逐渐收窄以便于固定在肛门括约肌处的腰形部分，以及在体外防止其进一步滑入体内的底座部分。括约肌和腰形部分使其能固定在适当的位置，避免其意外滑出。 
与其他包含肛門插入的活动（如肛交）一样 ，插入或取出肛塞时需要使用缓慢柔和的手法，並且需要充分使用人体润滑剂。
有时为了卫生和便于清除可能接触到的粪便，可將安全套套于肛塞上。但由于个体间的体液传播有引起包括HIV在内的血液传播疾病的风险，肛塞不应与他人共用。

## 设计
肛塞有各种各样的颜色、形状、大小和质感。有些肛塞设计为阴茎状，有些则为螺纹型或波浪形，但大多数肛塞的形状如上图所示，尖端较细，中部较宽，有一腰形部分以在插入后维持在适当位置，和一底座以防止其完全进入直肠。一些（更长且柔软弯曲的）肛塞可以插入至乙状结肠 ，亦有長達一公尺以上的肛塞。
肛塞可由多种材料制成，最常见的制作材料是乳胶，其他材料包括硅树脂、氯丁橡胶、木材、金属、玻璃、石材等。其中有机硅是较好的材料，因其可在沸水中消毒 。 
有的肛塞可以在直肠内喷入水或其他粘性流体来“射精”，有的肛塞可以振动，还有的肛塞可以膨胀和扩展。部分肛塞是为男性进行前列腺按摩而设计的，其他肛塞可能将长头发或仿制的动物尾巴置于底座上，用于动物扮演等等。部分肛塞带有电击功能。肛塞可以前后移动来产生快感，可以随意移动对接插头。在此类活动中，带螺纹的肛塞能增强快感。这类肛塞同样可以持续佩戴（或上锁）。 

### 恋物肛塞
恋物肛塞指为追求与众不同、令人兴奋、或独一无二为目的而设计的肛塞。恋物肛塞被如此称谓是因为其满足了恋物情节 。 
带有仿制动物尾巴的肛塞是一种常见的恋物肛塞，通常由仿制毛发制成的动物尾巴置于肛塞底座制成，因此在佩戴或插入时，會给人有动物的尾巴的感觉。部分使用于动物扮演的「尾巴」肛塞，是由医用硅树脂制成，使其可以「摇晃」。 也有內部採用柔性臂的貓尾巴等造型的肛塞，可以自由調整其形狀。

## 风险
用于肛門内的性玩具容易因直肠肌肉的收缩和蠕动而落入体内，因此可能阻塞结肠。为防止这种情况发生，建议使用带有底座或细绳的性玩具。 然而底座并不能确保肛塞不会完全进入直肠而无法取出。这可能造成不适，且情況嚴重時可能需要医疗手段將其取出。
再者，直径过大的肛塞可能会导致括约肌撕裂、脱出或其他直肠损伤，尤其是在插入太快或用力过猛的時候。所以插入肛塞时，应轻柔、充分润滑、从小尺寸开始尝试，并保持耐心。此外，凯格尔运动可以帮助维持正常、健康的括约肌功能。
尽管临床数据不甚充分，但有建议指出不要插入肛塞两到三个小时以上。

## 拓展阅读
- Taormino, Tristan. . Cleis Press. 2006. ISBN 9781573442213.
- Morin PH D, Jack. . Down There Press. 2010. ISBN 978-0940208209.

## 外部連結
- 维基共享资源上的相關多媒體資源：肛門塞